# Seitarō Kitayama
Pour les articles homonymes, voir Kitayama (homonymie).
北山清太郎
Seitarō Kitayama (北山清太郎, Kitayama Seitarō) ; Tokyo, 1888 – Ōsaka, 2 février 1945) est un peintre, cinéaste et producteur d'anime japonais.

## Biographie
Après des études d'art occidental (notamment la peinture) à Tokyo, Kitayama commence à travailler pour le magazine d'art Gendai no yōga, où il s'occupe principalement de la mise en page de la couverture. Il rejoint ensuite la jeune Nikkatsu – l'une des premières maisons de production cinématographique, fondée en 1912 – en tant que gestionnaire des titres et des sous-titres.
À l'automne 1915, il est chargé de réaliser le premier film d'animation japonais. Kitayama commence ses travaux en janvier 1916, mais, en raison de problèmes techniques, le film n'est projeté qu'en mai 1917. Ce ne sera donc que le second film animé du Japon, devancé par l'œuvre d'Oten Shimokawa Imokawa Mukuzo. Mais, contrairement à ce dernier, Kitayama est beaucoup plus prolifique et produit pas moins de huit courts métrages en 1917 et treize en 1918. Cette fécondité est notamment encouragée par un vif succès en France. Presque toutes les œuvres de Kitayama sont tirées du vaste répertoire de contes de fées traditionnels japonais, même si son style est aussi influencé par l'art occidental[réf. souhaitée].
En 1921, Kitayama quitte Nikkatsu pour fonder Kitayama Eiga Seisakujo (Studio de productions Kitayama), qui peut être considérée comme la première maison de production indépendante de l'histoire de l'animation japonaise. Grâce à la rationalisation de différents processus de création opérée par son studio, Kitayama réussit à réduire les coûts de production industrielle de ses films d'animation, en réalité majoritairement des courts métrages ou des vidéos de propagande. Sa technique consiste notamment à animer d'abord sur un tableau noir, puis sur papier (avec ou sans arrière-plans pré-imprimés).
En 1923 toutefois, un tremblement de terre catastrophique dans la région du Kantō marque un coup d'arrêt pour son studio. Fortement marqué et confronté à un manque de succès commercial, Kitayama décide d'arrêter l'animation et, quittant Tokyo pour Ōsaka, il commence son travail pour le Ōsaka Mainichi Shinbun Eigabu, un journal local où il tient la page « cinéma ». Il continue également son activité de peintre. Il décède en 1945 à Ōsaka.

## Liste de ses œuvres

### Réalisateur
- 1917 : Chiri mo tsumoreba yama to naru
- 1917 : Sarukani-gassen
- 1917 : Yume no jidōsha
- 1917 : Neko to nezumi
- 1917 : Itazura post
- 1917 : Hanasaka-jijii
- 1917 : Otogi-banashi: Bumbuku chagama
- 1917 : Shitakiri-suzume
- 1917 : Kachikachi yama
- 1917 : Chokin no susume
- 1918 : Urashima Tarō
- 1918 : Yukidaruma
- 1918 : Kaeru no yume
- 1918 : Momotarō
- 1918 : Kintarō
- 1918 : Kobutori
- 1918 : Issun-bōshi
- 1918 : Tarō no bampei
- 1918 : Tokechigai
- 1918 : Koshiore-tsubame
- 1918 : Ari to hato
- 1918 : Tarō no bampei: Senkō-tei no maki
- 1923 : Yuki

### Directeur de l'animation
- 1932 : En

Il a aussi travaillé sur :
- 1918 : Nogi shōgun

source 